# Uruguay Cove
Die Uruguay Cove ist eine Bucht an der Nordküste von Laurie Island im Archipel der Südlichen Orkneyinseln. Sie liegt im westlichen Teil der Jessie Bay. 
Teilnehmer der Scottish National Antarctic Expedition (1902–1904) kartierten sie im Jahr 1903. Expeditionsleiter William Speirs Bruce benannte sie nach der argentinischen Korvette Uruguay, die ab 1904 für lange Jahre zur Versorgung der benachbarten Orcadas-Station im Einsatz war.